# Ixodina runica
Ixodina runica là một loài bọ cánh cứng trong họ Bọ hung (Scarabaeidae).